# آقای تی
آقای تی (انگلیسی: Mr. T؛ زاده ۲۱ مهٔ ۱۹۵۲) یک هنرپیشه, کشتی گیر بازنشسته حرفه ای. او به خاطر نقش هایش به عنوان یک شخصیت مشهور استاهل ایالات متحده آمریکا است. وی از سال ۱۹۸۰ میلادی تاکنون مشغول فعالیت بوده‌است,او به دلیل نقش های خود به عنوان شخصیت پاراک ٣ در سری اول تیم در هشتاد قرن گذشته و نقش بوکسور کلاپر لنگ در راکی ۳ در سال ۱۹۸۲ مشهور است وی همچنین به یک مدل موی مشهور بود.با الهام از جنگجویان مندینکا در غرب آفریقا  و جواهرات طلای فراوان او و شخصیت قوی.

## زندگی نامه
آقای تی در شیکاگو ، ایلینویز ، کوچکترین فرزند یک خانواده با دوازده فرزند متولد شد. او و چهار خواهرش و هفت خواهرش در یک آپارتمان سه اتاق در اقامتگاه رابرت تیلور ، پدرش ، ناتانیل توریود ، کشیش بزرگ شدند پدر وی ، ناتانیل توریو ، یک فصل بود, پس از آنكه پدرش هنگام , سالگی او را ترک كرد ، نام او به لارنس تررو كاهش یافت. در سال ۱۹۷۰ ، نام خانوادگی وی به طور قانونی تغییر کر.

## فیلم‌شناسی
از فیلم‌ها یا برنامه‌های تلویزیونی که وی در آن نقش داشته است می‌توان به راکی ۳، ابری با احتمال بارش کوفته قلقلی، ضد جاسوسی اشاره کرد.

## زندگی شخصی
آقای تی یک مسیحی است که دوباره به فرزندی پذیرفته شده و از همسرش سه فرزند دارد: دو دختر که یکی از آنها کمدین است و یک پسر. علیه او اقامه دعوی شد.آقای تی. در سال ۲۰۱۴ توسط مردی که ادعا می کند فرزند استاد T. است خارج از ازدواج خود. این دادخواست در آگوست  ۲۰۱۴ رد شد زیرا این مرد هزینه های لازم را پرداخت نکرد. بش.در سال ۱۹۸۷ ، ساکنان دریاچه فارست ، ایلینویز ، با بریدن بیش از صد درخت بلوط در سرزمین خود عصبانی شدند. روزنامه محلی این حادثه را "قتل عام یک اره برای دریاچه جنگل" توصیف کرد.